# でぼの巣箱
『でぼの巣箱』（でぼのすばこ）は、2005年12月22日にStudio e.go!から発売されたアダルトゲーム。
『IZUMO零』、『キャッスルファンタジア 聖魔大戦』、『神楽』シリーズの3タイトルを題材とした同ブランド初のファンディスクであり、現在までその後ファンディスクが発売されていないため同ブランド唯一のファンディスクでもある。
タイトルは、同ブランドのマスコットキャラクターであるデボスズメから。

## 収録作品
IZUMO零･拡張パック
2005年9月22日に発売された『IZUMO零』の追加シナリオ・カップリング。
キャッスル・ファンタジア アリハト戦記
webで公開されていた『キャッスルファンタジア 聖魔大戦』の外伝シナリオ。前日談でアカデミー時代の物語。
聖魔大戦XP
『キャッスルファンタジア 聖魔大戦』のWindows XP対応版。詳細はキャッスルファンタジア〜聖魔大戦〜を参照。
天神楽
『夏神楽』、『鬼神楽』の続編となるシューティングゲーム。
雀神楽
神楽シリーズのヒロインが登場する脱衣麻雀。ストーリーモードとフリーモードがあり1対1のポンジャンを行う。

## 天神楽
『天神楽』（あまかぐら）はStudio e.go!から発売された『でぼの巣箱』の一つとして同胞された18禁シューティングゲームである。後にダウンロード版が発売された。

### 概要
現代ファンタジー世界を舞台とした縦スクロール型シューティングゲームである。ゲームの流れとしては、まず初めに主人公となるキャラクターを選び、AVG形式でのストーリー展開を挿みながら、戦闘を行うシューティングゲームを進める形となっている。シューティングマップは同じだが、選択する主人公によって武器はもちろん、シナリオも異なる。なお、会話が成立させるためか、主人公の武器はいずれも喋るようになっている。

### システム
横スクロール型のシューティングである。敵キャラクターは難易度に応じた敵弾を発射し、高難易度では弾幕系シューティングの要素を含むシューティングゲームとなる。点数の獲得方法は、敵の撃破及び敵を破壊する際に出るコインを回収することでおこなわれ、取得したコインはマップクリア時にポイントに変換される。
標準武器は遠距離用と近接用の2種類ある。多くのシューティングゲーム同様マップ全体にダメージを与える特殊弾が設定されている。初期段階では自機のライフ3個、特殊攻撃の弾が2個ある。ダメージを受けるとライフが減少する。標準武器にはレベルが設定されており、増加することにより攻撃能力が全て同時に上昇する。武器レベル・特殊武器・ライフは、一定の敵を倒した際に出現するそれぞれのアイテムを獲得する度に1つ増加する。それぞれの最大値は5である。

### ストーリー
空 編
高円寺空の姉、高円寺茜が音信不通となり1週間が経過した。茜はフリーの退魔師をしており、急激に増えた魔物の数に帰宅が遅い事が多かった。妹の空は彼女の霊気を頼りに彼女を救いに出ることを決意する。
七歌 編
滝峰七歌は修行のために居候していた先の海杜神社を壊滅を目にする。住んでいた家族はほぼ病院送りになり嵐山家の一人娘美潮は連れ去られてしまっていた。彼女の霊気を頼りに七歌は連れ去られた美潮を救いに向かう。

### キャラクター
高円寺 空（こうえんじ そら）
声 - まりもりん
空編の主人公。明るく元気な少女退魔師。ドジな面が多く考えるよりも先に体が動くタイプ。また訓練嫌いでよくサボろうとする部分は夏神楽の音羽初花に通じる部分がある。武器は喋る妖刀『火嶽（かがく）』。
滝峰 七歌（たきみね ななか）
声 - 三咲里奈
七歌編の主人公。夏神楽に登場した滝峰幹也と葉子の7番目の子供（5女）であり、人間と妖狐九尾とのハーフである。修行の一環として海杜神社にきていた。性格はナツ様の影響か、無愛想で生真面目だが根は優しい。登場する体型は変化によるもので、作中で本来の姿は表示されていないものの葉子いわく本来は「ちんちくりん」らしい。訓練してはいるものの実戦経験は無く、今回が初陣となる。武器は喋る薙刀『冷軋（れきし）』。
高円寺 茜
声 - 金田めい
高円寺空の姉でフリーの退魔師を生計とし、白を基調としたチャイナ服を着ている。異変を感じとり原因を突き止めようと空より先行している。
嵐山 美潮
声 - 如月美琴
滝峰七歌の修行先の海杜神社の一人娘。美潮の体型に合わせて七歌は同様の姿に変化している。何者かに誘拐されている。
火嶽
声 - どてら4号
関西弁を話すことが出来る刀身が赤い刀。空とはボケとツッコミの漫才コンビになってしまっている。
冷軋
声 - 彩世ゆう
話すことが出来るが少々気弱な冷気を纏った薙刀。七歌とは主従関係。
音羽　葉子（おとわ　ようこ）
声 - 青山ゆかり
ナツ
声 - ダイナマイト♡亜美
淫魔
声 - 青井京四郎
天狗
声 - 鉄滝次
悪魔
声 - 丈隆志
堕天使
声 - 月黒斗夜